# 四日市競輪場
四日市競輪場（よっかいちけいりんじょう）は三重県四日市市にある競輪場。施設所有および主催は四日市市。競技実施はJKA中日本地区本部中部支部。電話投票の競輪場コードは48#。実況は立野純が担当している。
全国で唯一、全ての開催がナイターまたはミッドナイトで行われている競輪場である。

## 概要
当初は近隣一帯を開発した霞ヶ浦土地株式会社が、1929年に霞ヶ浦競馬場を開設していた。1952年には競馬場が競輪場に改修され、霞ヶ浦競輪場（かすみがうらけいりんじょう）として開場した。レースの通称として「四日市競輪」が用いられていたが、1976年には四日市市が霞ヶ浦競輪場の所有者となり、1994年4月には霞ヶ浦競輪場から四日市競輪場（よっかいちけいりんじょう）に改称した。
特別競輪は、過去には2003年8月にふるさとダービー、2008年7月・2012年8月にサマーナイトフェスティバル、2018年2月に初めてのGI競走となった読売新聞社杯全日本選抜競輪が開催された。
開設記念（GIII）として『泗水杯争奪戦』が開催されている。かつては毎年4月に開催されていたが、2019年以降は11月に開催されており、同年以降は朝日新聞社杯競輪祭前の最後の開設記念競輪としてKEIRINグランプリ出場権争いの重要な開催となっており、2024年は優勝した新山響平がこの優勝で賞金ランキング7位に浮上し、この結果により一部メディアではグランプリ出場当確と報じている。
2002年10月7日からナイター競走｢ベイサイドナイトレース」を実施しており、2007年4月から記念競輪を除き全てナイター競走で開催されるようになった上、2018年の記念競輪を最後に記念競輪も毎年ナイターで行われており、記念競輪が必ずナイター開催の競輪場は全国の競輪場で唯一である。
2019年5月よりミッドナイト競輪も実施している（従って、2025年時点ではデイ・モーニングの開催がなく、ナイターまたはミッドナイトの実施となる）。
マスコットキャラクターはクジラの「フォーリン」。四日市競輪にちなんで命名された。2018年までの記念競輪2日目の優秀競走はフォーリンカップの名称で行なわれていた。
2004年7月からはA級ツイントーナメントを前半が「サルビアステージ」・後半が「フォーリンステージ」の名称で実施していたが、2005年4月30日をもって終了した。
トータリゼータシステムは当場の包括委託企業である日本トーターを採用。車番連勝式（2車単･2車複）は1998年1月7日に発売開始。2008年7月1日からは、重勝式車券にあたるKドリームスの発売が行われるようになった。また日本トーターが運営している『Gamboo』が2014年1月31日より「GambooBETターミナル」を設置したことにより重勝式のKドリームスとDokanto!が購入できるようになった。
北入場門と南入場門があるが、現在は北は閉鎖されているため、入退場は南のみとなっている。
2021年4月のナイターGIIIから本場開催日の入場料（1人50円）を撤廃し、現在は入場料は無料。券売機が老朽化しており部品の入手も困難で修理できず、機器更新に約1,800万円の費用がかかるため入場料を撤廃することになった。特別観覧席については、本場開催時は1人500円、場外開催時は無料。
2024年2月よりFI開催限定で、2センターのロイヤルルーム観戦と、最終レースの命名権などをセットとした「VIP観戦と思い出づくりプラン」の販売を開始。同プランは直接申し込みの他、ふるさと納税の返礼品としての申し込みも行っている。
同年度には、ナイターの照明演出（カラー照明・ムービングライト等）の工事を実施し、2025年3月13日のナイターG3初日より使用を開始。日没後のレース間や勝利選手インタビュー時に演出が行われる。これに合わせ、四日市競輪場テーマソング「Bay Side Night Dream」が翌14日に配信リリースされた。
大型映像装置はないが、ゴール線と1コーナー間、1センタースタンド、2センタースタンドにテレビモニターが設置されている。
スピードチャンネル向け中継の制作は、FI・FII開催では日本トーターが制作し、スタンド1階のガラス張りのスタジオ（Bbスタジオ）より生放送を行う。出演はまーちんと、ナイター開催はフリートーク社所属の男性1名、ミッドナイト開催は西根麻里。グレード開催ではSPEEDチャンネルが制作し、司会進行は東京のスタジオで行うが、解説者は現地にて出演する。
本競輪場、及び隣接する霞ヶ浦緑地公園は、防潮堤によってその外側と仕切られている。このため高潮警報・波浪警報、及び大津波警報・津波警報・津波注意報発令時は防潮堤が閉鎖されるため、競輪場も営業を中止する。

## バンク
1周400m。1997年に全面改修され、直線が長いバンクである。走路の幅も広いため（2000年代初頭までよりもホーム・バックは若干広くなった）、捲り・追い込みが決まりやすい。ただしバック側が海に面しているため、風の影響を受けやすい。ナイター開催時気温の低下と共に湿気が落ちてくるため、多くの選手がバンクの重さを指摘している。コーナーはマッコーネル曲線を採用している。
バンクレコードは、10秒5（テオ・ボス、2019年8月20日）。

## ギャラリー

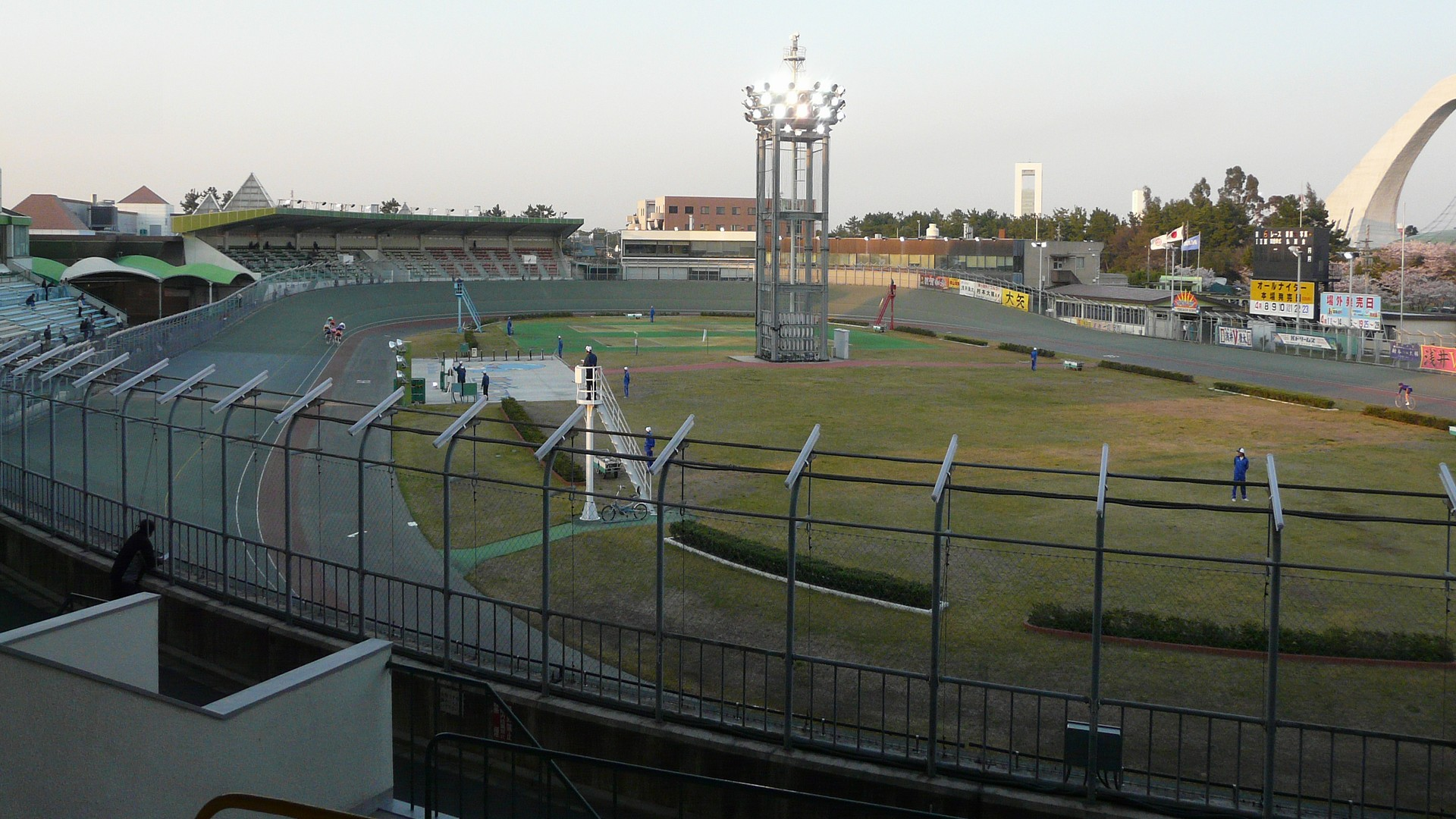
バンク
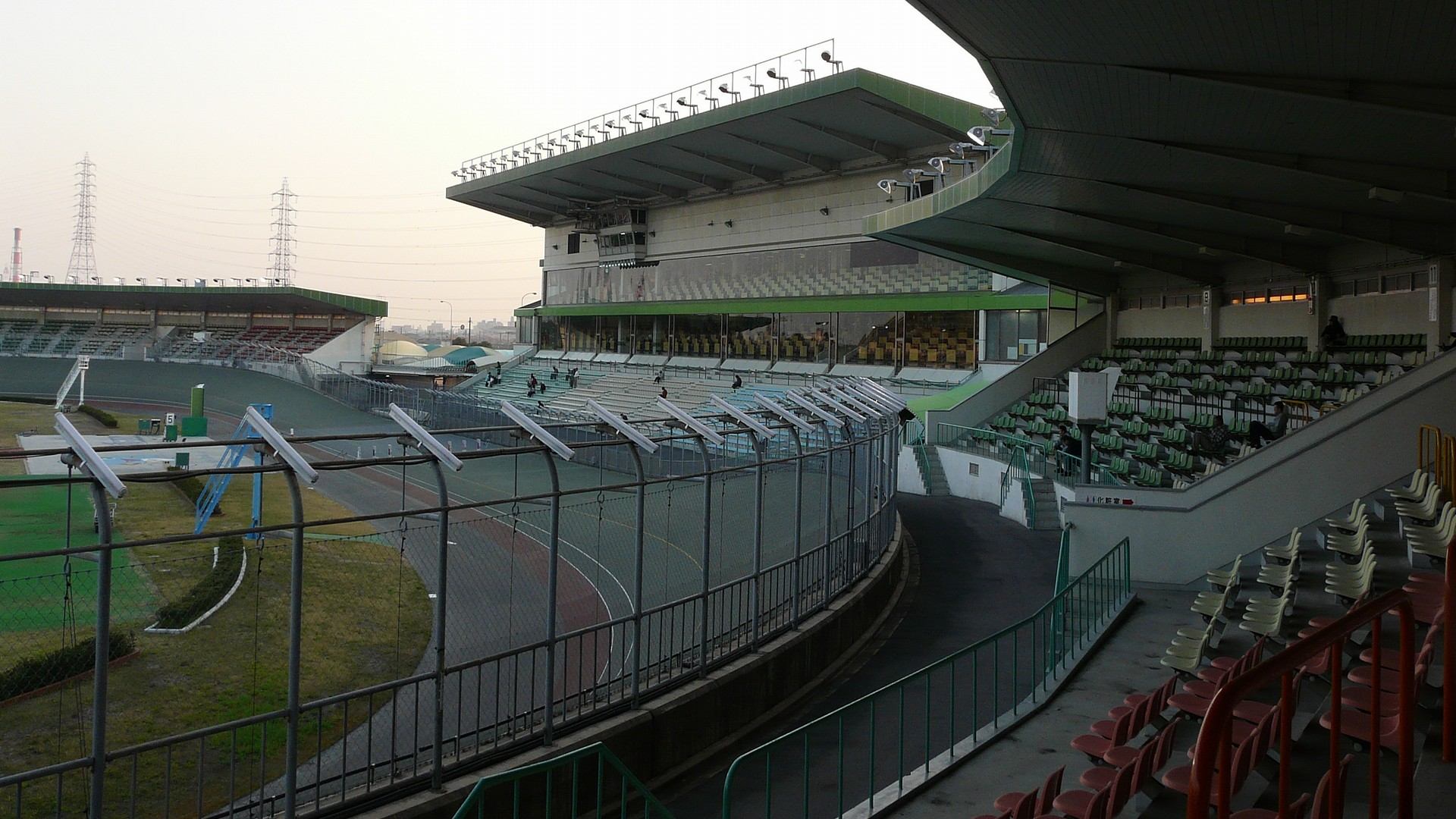
観客席
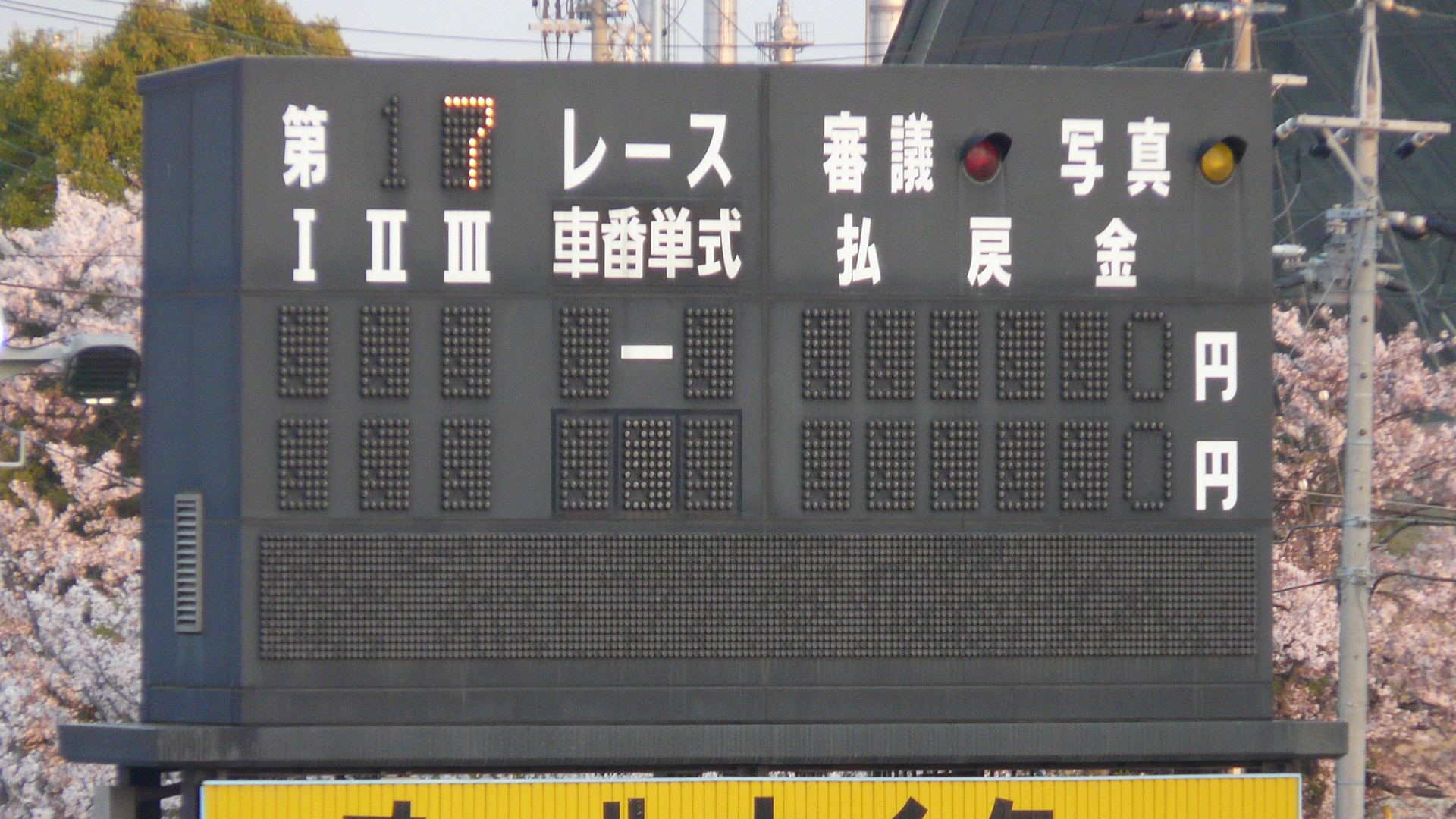
電光掲示板（バックストレッチ）2023年現在は稼働を終了し、電球部分は撤去された

## 歴代記念競輪優勝者
| 年        | 優勝者     | 登録地 |
| --------- | ---------- | ------ |
| 2002年    | 新藤敦     | 神奈川 |
| 2004年    | 市田佳寿浩 | 福井   |
| 2005年    | 伏見俊昭   | 福島   |
| 2007年2月 | 小嶋敬二   | 石川   |
| 同年7月   | 小嶋敬二   | 石川   |
| 2008年    | 柴崎淳     | 三重   |
| 2009年    | 柴崎淳     | 三重   |
| 2010年    | 園田匠     | 福岡   |
| 2011年    | 村上義弘   | 京都   |
| 2013年    | 新田祐大   | 福島   |
| 2014年    | 浅井康太   | 三重   |
| 2015年2月 | 浅井康太   | 三重   |
| 同年7月   | 浅井康太   | 三重   |
| 2017年    | 山中秀将   | 千葉   |
| 2018年    | 浅井康太   | 三重   |
| 2019年    | 柴崎淳     | 三重   |
| 2020年    | 佐藤慎太郎 | 福島   |
| 2021年    | 坂井洋     | 栃木   |
| 2022年    | 守澤太志   | 秋田   |
| 2023年    | 浅井康太   | 三重   |
| 2024年    | 新山響平   | 青森   |
| 2025年    |            |        |
| 2026年    |            |        |

※ 1節4日間制開催となった、2002年4月以降の歴代記念競輪優勝者を列記。

### その他のG3
| 年        | 種別       | 開催名称                 | 優勝者     | 登録地 |
| --------- | ---------- | ------------------------ | ---------- | ------ |
| 2019年    | ナイターG3 | ベイサイドナイトドリーム | 山岸佳太   | 茨城   |
| 2021年    | ナイターG3 | ベイサイドナイトドリーム | 諸橋愛     | 新潟   |
| 2023年    | ナイターG3 | ベイサイドナイトドリーム | 浅井康太   | 三重   |
| 2025年3月 | ナイターG3 | ベイサイドナイトドリーム | 和田真久留 | 神奈川 |
| 同年6月   | ナイターG3 | ベイサイドナイトドリーム | 簗田一輝   | 静岡   |

## VTuber
2019年4月23日 に、四日市競輪場公認バーチャルYouTuber（VTuber）泗水美海（しすい みう）がデビューした。
元々は2018年の全日本選抜競輪のポスターに描かれていたキャラクターで、「インターネットに慣れ親しんだ若い世代にも競輪の魅力を知ってもらおう」とVTuberとしてデビューした。日本の公営競技場の公認VTuberとしては全国初のケースとなる。2019年以降のGIIIでは、2025年現在全ての開催でポスターモデルになっている。
公式（すなわち競輪場の中の人）ではなく公認という立場であるため、レースの予想をすることも可能。
当初は四日市競輪場のアカウント内での登場という形であったが、2023年3月23日よりVTuberアカウントが四日市競輪のアカウントより独立している。

## 霞ヶ浦会館
競輪場に併設の選手宿舎には「霞ヶ浦会館」の名称が付けられており、競輪開催期間外であれば一般人の利用も可能。宿泊のほか会議室・レッスンホール・喫茶店などが利用できる（宿泊は原則として10名以上の団体が対象）。

## 周辺施設
四日市市は競輪場周辺地域を霞ヶ浦緑地公園として整備しており、3つの野球場やテニスセンター、プールなどが立地している。主な施設として1973年には四日市市営霞ヶ浦第一野球場が、1997年には四日市ドームがオープンしている。
2002年度にバンク内にテニスコート2面とグラウンドゴルフ場1面を整備したが、2020年夏までにグラウンドゴルフ場の1回のみしか利用されておらず、同年度末で全て廃止された。

## 交通アクセス
- 近鉄四日市駅より四日市駅（JR東海）経由の無料送迎バスが運行されている。所要時間は、近鉄四日市駅から約25分、四日市駅から約20分。[4]。
  - 近鉄四日市駅は駅前ではなく、四日市駅方面に約350mほど離れた中央通り沿いにあるテナントビル（学習塾が入居）の前から発着する[4]。
- 霞ヶ浦駅（近鉄名古屋線）[注 7]または富田浜駅（JR関西本線）より、いずれも徒歩25分。
  - 現在は北入場門が閉鎖されているため、いずれの駅からも名四バイパスの東側歩道を歩いて南入場門南側にある無料駐車場進入路まで遠回りする必要がある。